# Tindersticks
Tindersticks — британський музичний колектив з Ноттінгема.

## Історія
Гурт заснований в 1991 році і спочатку називався Asphalt Ribbons. У творчості, крім звичних для рок-груп гітар, гурт використовує безліч інструментів — піаніно, тромбон, скрипку, кларнет, орган. У 1992 році було записано демо і випущений перший сингл " Patchwork " на власному лейблі колективу Tippy Toe Records. Початковий склад: Стюарт Степплс (вокал), Девід Боултер (орган, акордеон), Нейл Фрезер (гітара), Дікон Ханчліфф (гітара, струнні інструменти), Маколей (ударні, перкусія), Джон Томпсон (бас).
Серед музикантів, що вплинули на творчість гурту критики називають Ніка Кейва, Леонарда Коена, Вокера Скотта, Лі Хелзвуд, Сержа Генсбура та Енніо Морріконе.
Автор більшості текстів — Стюарт Степплс.
У 1993 році гурт підписує контракт з нещодавно створеним лейблом This Way Up і випускає перший альбом, який так і називався — Tindersticks, оголошеного журналом Melody Maker «альбомом року». У 1994 році фірма «Bar/None» випускає диск на американському музичному ринку.
Навесні 1995 в активі Tindersticks з'явився другий студійний диск, знову ж таки, без свого власного назви. У записі взяли участь хороші знайомі групи Террі Едвардс (Terry Edwards) з команди Gallon Drunk і Карла Торгерсон (Carla Torgerson) з Walkabouts. Безліч синглів Tindersticks в різний час отримували премію Single of the Weel.
Живі виступи група воліла давати в супроводі струнного оркестру (близько 30 осіб), і тому концерти були досить нечастими (концертний Bloomsbury Theatre записаний за участю саме такого оркестру).
У 1996 році група записує саундтрек до фільму Nenette et Boni французького режисера  Клер Дені (Claire Denis).
У рамках свого концертного туру Tindersticks доїхали і до Росії (червень 2001 р.). Організатором російських концертів виступила компанія  FeeLee .
У тому ж 2001 року Клер Дені запросила групу взяти участь у роботі над своїм новим фільмом Trouble Every Day. Фільм згодом потрапив до конкурсної програми  Каннського кінофестивалю, втім в комерційному прокаті він залишився практично непоміченим.
2003 рік був відзначений сольними проектами деяких учасників колективу . Баултер записав платівку для дітей Songs For the Young at Heart (за допомогою Степлс), сам Степлс працював над саундтреком до чергового фільму Клер Дені, а скрипаль Дікон Хінчліфф написав музику до іншого фільму Forty Shades of Blue.
Крім альбомів, в 2005 році група випустила повне зібрання своїх кліпів на DVD під назвою Bareback, а Стюарт Степлс почав сольну кар'єру, що послужило темою для розмов про можливий розпад групи. Він випустив два сольника — Lucky Dog Recordings 03-04 і Leaving Songs. Втім, у записі альбомів брали участь і колеги по Tindersticks. Так, у записі Lucky Dog Recordings 03-04 відзначилися Ніл Фрейзер і Девід Боултер, а також  Ян Тьерсо (Yann Tiersen) — фортепіано, Террі Едвардз (Terry Edwards) — саксофон, духові, Томас Белхом ( Thomas Belhom ) — ударні.
У 2007 році Tindersticks почали роботу над черговим альбомом, сьомим за рахунком — The Hungry Saw. Запис пройшла за допомогою Томаса Белхома (ударні) і Дена МакКін (Dan McKinna) (бас), так як Ханчліфф, Маколей і Колвілл до того часу покинули групу. Альбом вийшов 28 квітня 2008.
26 квітня 2011 вийшов спеціальний цифровий бокс-сет, присвячений співпраці між Клер Дені і Tindersticks.

## Склад
- Стюарт Ештон Степлс (Stuart Ashton Staples), р. 14 листопада 1965 — вокал, гітара, мелодика
- Нейл Тімоті Фрезер (Neil Timothy Fraser), р. 22 листопада 1962 — гітара, вібрафон
- Девід Леонард Боултер (David Leonard Boulter), р. 27 лютого 1965 — клавішні, перкусія

## Колишні учасники
- Дікон Джеймс Ханчліфф (Dickon James Hinchliffe), р. 9 липня 1967 — скрипка, гітара, вокал, піаніно (до 2006)
- Аласдар Маколей (Alasdair Robert De Villeneuve Macaulay), р. 2 серпня 1965 — ударні, перкусія (до 2006)
- Марк Ендрю Колвілл (Mark Andrew Colwill), р. 12 травня 1960 — бас-гітара (до 2006)

## Дискографія

### Студійні альбоми
- 1993 — Tindersticks (aka First Album) (This Way Up)
- 1995 — Tindersticks (aka Second Album) (This Way Up)
- 1997 — Curtains (This Way Up)
- 1999 — Simple Pleasure (Island)
- 2001 — Can Our Love … (Beggar's Banquet)
- 2003 — Waiting for the Moon (Beggar's Banquet)
- 2008 — The Hungry Saw (Beggar's Banquet)
- 2010 — Falling Down A Mountain (Constellation Records)
- 2012 — The Something Rain (Constellation Records)
- 2013 — Across Six Leap Years (Constellation Records)
- 2021 — Distractions (City Slang)
- 2024 — Soft Tissue  (City Slang)

### Сингли
- 1992 — " Patchwork "
- 1992 — " Marbles "
- 1993 — " A Marriage Made in Heaven "
- 1993 — " Unwired EP "
- 1993 — " City Sickness "
- 1993 — " Marbles "
- 1993 — " We Have All the Time in the World "
- 1993 — " Live in Berlin "
- 1994 — " Kathleen "
- 1995 — " No More Affairs "
- 1995 — " Plus De Liaisons "
- 1995 — " The Smooth Sounds of Tindersticks "
- 1995 — " Travelling Light "
- 1997 — " Bathtime "
- 1997 — " Rented Rooms "
- 1999 — " Can We Start Again "
- 2000 — " What is a Man "
- 2001 — " Trouble Every Day (Promo) "
- 2003 — " Don't Even Go There EP "
- 2003 — " Trojan Horse "
- 2003 — " Sometimes it Hurts "
- 2003 — " My Oblivion "

### Саундтреки
- 1996 — Nénette et Boni (This Way Up / Island)
- 2001 — Trouble Every Day (Beggar's Banquet)
- 2001 — A Night In (Intimacy)

- 2011 — Claire Denis Film Scores 1996–2009

- 2013 — Les salauds

### DVD
- 2004 — Bareback (Beggar's Banquet)